# Dysaphis crathaegaria
Dysaphis crathaegaria är en insektsart. Dysaphis crathaegaria ingår i släktet Dysaphis och familjen långrörsbladlöss. Inga underarter finns listade i Catalogue of Life.